# Bruno Maderna
  Bruno Maderna    (Venècia, 21 d'abril de 1920 - Darmstadt, 13 de novembre de 1973), nascut Bruno Grossato; més tard va prendre el nom de soltera de la seva mare Maderna) va ser un compositor, director d'orquestra i professor de música italià.

## Biografia
Maderna va néixer Bruno Grossato a Venècia, però més tard va decidir prendre el nom de la seva mare, Caterina Carolina Maderna. Als quatre anys va començar a estudiar la violí amb el seu avi. "El meu avi pensava que si podies tocar el violí podries fer qualsevol cosa, fins i tot convertir-te en el gàngster més gran. Si toques el violí sempre estàs segur d'un lloc al cel." Com a nen va tocar diversos instruments (violí, bateria i acordió) a la petita banda de varietats del seu pare. Nen prodigi, a principis dels anys trenta no només interpretava concerts per a violí, sinó que ja dirigia concerts orquestrals: primer amb l'orquestra de La Scala a Milà, després a Trieste, Venècia, Pàdua i Verona. Era d'origen jueu.
Orfe als quatre anys, Maderna va ser adoptada per una dona rica de Verona, Irma Manfredi, que va veure que rebia un sòlid musical. educació. Va prendre classes particulars d'harmonia i composició musical d'Arrigo Pedrollo des de 1935 fins a 1937 i va estudiar composició amb Alessandro Bustini al Conservatori de Roma des de 1937 fins a 1940.
Després de Roma va tornar a Venècia, on va assistir al curs avançat per a compositors (1940–42) organitzat per Gian Francesco Malipiero al Conservatori Benedetto Marcello (el seu Concert per a piano i orquestra data d'aquesta època). També va estudiar direcció amb Antonio Guarnieri a l'Accademia Chigiana de Siena (1941) i Hermann Scherchen a Venècia (1948). A través de Scherchen Maderna va descobrir dotze- tècnica de to i la música de la Segona Escola Vienesa.
Durant la Segona Guerra Mundial va participar en la resistencia partidista. De 1948 a 1952 va ensenyar teoria musical al Conservatori de Venècia. Durant aquest període va col·laborar amb Malipiero en edicions crítiques de la música antiga italiana. Entre els companys compositors que va conèixer en aquesta època incloïen Luigi Dallapiccola i, a la "Darmstadt Internationale Ferienkurse für Neue Musik", Boulez, Messiaen, Cage, Pousseur, Nono i Stockhausen.

## Director/professor

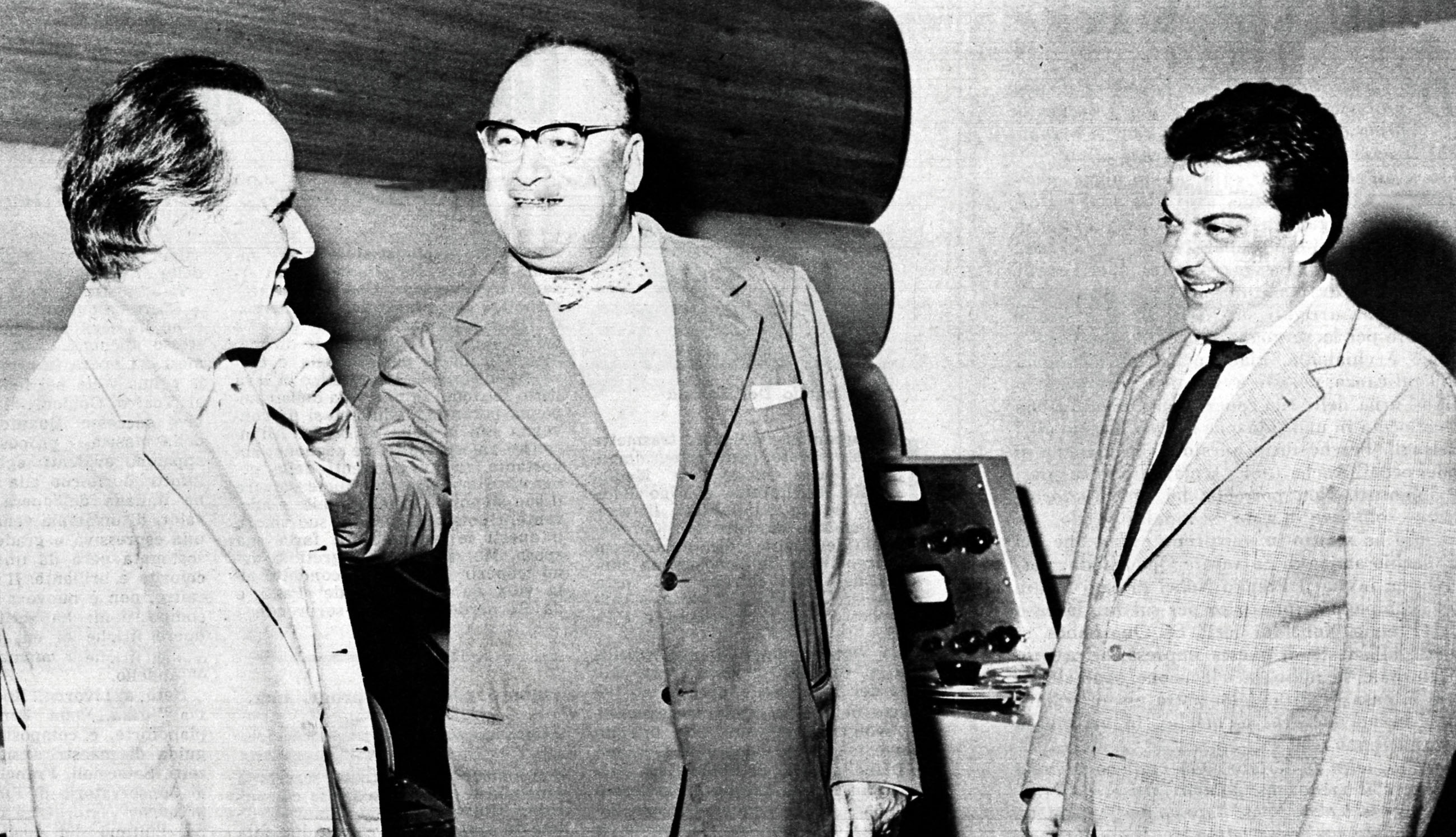
amb Nino Rota i Riccardo Bacchelli el 1963

El 1950 Maderna va començar una carrera internacional com a director d'orquestra, primer a París i Munic, després a tot Europa. El 1955 va fundar l'"Studio di fonologia musicale di Radio Milano" amb Luciano Berio i Incontri musicali, una sèrie de concerts de difusió de la música contemporània a Itàlia.
Amb la seva dona posterior Beate Christina Koepnick, una jove actriu de Darmstadt, Maderna va tenir tres fills.
El 1957–58, per invitació de Ghedini, va ensenyar al Conservatori de Milà, i entre 1960 i 1962 va donar classes a la "Dartington International Summer School" a Anglaterra. De 1961 a 1966, Maderna i Pierre Boulez van ser els principals directors de l'International Kranichsteiner Kammerensemble a Darmstadt. Malgrat aquesta gran càrrega de treball al llarg d'aquests anys, Maderna va trobar temps per compondre.
Durant els anys 60 i 70 va passar molt de temps als Estats Units, ensenyant i dirigint. El 1971–72 va ser nomenat director de música nova al "Tanglewood Music Center". El 1972–73 es va convertir en el director principal de l'Orquestra Sinfónica de la RAI a Milà.
Maderna va morir de càncer de pulmó a Darmstadt el 1973, als 53 anys.
Diversos compositors van escriure peces en memòria de Maderna, com ara Pierre Boulez (Rituel in memoriam Bruno Maderna) El Centering de Earle Brown, dedicat a la memòria de Maderna, acaba amb una breu cita del Primer Concert per a oboè de Maderna.

## Treball
Maderna va compondre molta música en tots els gèneres: instrumental, de cambra, concerts i electrònica, així com grans quantitats de música incidental (per a teatre i ràdio) i transcripcions i edicions de música antiga.
Al cor de la producció de Maderna hi ha una sèrie de concertss, incloent un per a violí, un per a dos pianos, dos per a piano sol i diversos per a flauta i orquestra. Es va sentir especialment atret per l'oboè, que va compondre tres concerts en total: el primer el 1962–63 seguit de dos més el 1967 i el 1973.
Altres grans obres orquestrals inclouen Aura i Biogramma (totes dues de 1967) i Quadrivium, per a quatre percussionistes i quatre grups orquestrals (estrenada al "Royan Festival" de 1969). Giuseppe Sinopoli va gravar aquestes tres peces amb l'Orquestra Simfònica de la Ràdio d'Alemanya del Nord el 1979. El Rèquiem de Maderna, compost entre 1944 i 1946, va ser redescobert i interpretat el 2009; el compositor nord-americà Virgil Thomson va veure una versió inacabada de la partitura el 1946 i la va elogiar com una obra mestra.
Bruno Maderna també va produir partitures per a vuit pel·lícules i dos documentals. L'últim d'aquests va ser per al thriller de Giulio Questi, La morte ha fatto l'uovo el 1968.
La seva òpera, Satyricon, es va estrenar el 1973.
Maderna va ser sens dubte també un compositor destacat en gèneres com la música electrònica, la música experimental i la música d'avantguarda. La seva obra Musica su due dimensioni per a flauta, plats i cinta, que es va estrenar als Cursos d'estiu per a música nova de Darmstadt el 1952, és un dels primers exemples de compositor que combina sons acústics i electrònics.